# Burlington (Wyoming)
Burlington es un pueblo ubicado en el condado de Big Horn en el estado estadounidense de Wyoming. En el año 2020 tenía una población de 314 habitantes y una densidad poblacional de 120.77 personas por km².

## Geografía
Burlington se encuentra ubicado en las coordenadas 44°26′48.91″N 108°25′55.27″O / 44.4469194, -108.4320194. Según la Oficina del Censo, la localidad tiene un área total de 2,6 km² (1 mi²), de la cual 2,6 km² (1 mi²) es tierra y 0 km² (0 mi²) (0.0%) es agua.

### Localidades adyacentes
El siguiente diagrama muestra a las localidades en un radio de 52 kilómetros (32,3 mi) de Burlington.

## Demografía
En el 2000 la renta per cápita promedia del hogar era de $28.281, y el ingreso promedio para una familia era de $31.875. El ingreso per cápita para la localidad era de $13.129. En 2000 los hombres tenían un ingreso per cápita de $29.375 contra $15.625 para las mujeres. Alrededor 15.1% de la población estaba bajo el umbral de pobreza nacional.